# Гай Атилий
Гай Атилий (лат. Gaius Atilius; III век до н. э.) — римский политический деятель из плебейского рода Атилиев. В 216 году до н. э. он был одним из дуумвиров, достроивших храм Согласия на Капитолии (его коллегой был Марк Атилий). Известно, что строительство начали во исполнение обета претора Луция Манлия Вульсона; в начале работ дуумвирами были Кезон Квинкций Фламинин и Гай Пупий. О дальнейшей судьбе Гая Атилия сохранившиеся источники ничего не сообщают.